# Прилук (Завидовићи)
Прилук је насељено место у Босни и Херцеговини, у општини Завидовићи, у Зеничко-добојском кантону које административно припада Федерацији Босне и Херцеговине. Према попису становништва из 1991. у насељу је живело 119 становника.

## Становништво
По последњем службеном попису становништва из 1991. године, у насељу Прилук је живело 119 становника. Сви становници су били Срби.